# Alëna Falej
Alëna Falej (in bielorusso Алена Фалей?; Bielorussia, 29 marzo 2004) è una tennista bielorussa.

## Carriera
Alëna Falej ha vinto 5 titoli in singolare e 4 titoli in doppio nel circuito ITF in carriera. Il 27 maggio 2024 ha raggiunto il best ranking in singolare raggiungendo la 173ª posizione mondiale, mentre il 16 settembre 2024 ha raggiunto in doppio il best ranking alla 393ª posizione mondiale.
Ha fatto il suo debutto nel circuito maggiore al WTA 250 del Jasmin Open 2024, dove viene ripescata come lucky loser in seguito alla sua eliminazione nel turno finale delle qualificazioni per mano dell'ucraina Julija Starodubceva e al ritiro in tabellone della tennista russa Marija Timofeeva. Nel suo primo tabellone principale, viene eliminata dalla testa di serie numero 6 Greet Minnen in tre set. Le va meglio in doppio al suo debutto, partecipando in coppia con la connazionale Elena Pridankina, dove si spingono fino alla semifinale sconfitte dal duo russo composto da Alina Korneeva e Anastasija Zacharova.
Prende parte nei turni di qualificazione dei Grand Slam al Roland Garros 2024 e agli US Open 2024, dove in entrambe le occasioni viene eliminata al primo turno rispettivamente da Miriam Bulgaru e Lucija Ćirić Bagarić.

## Statistiche ITF

### Singolare

#### Vittorie (5)
| Torneo $100.000 (0) |
| Torneo $80.000 (0)  |
| Torneo $60.000 (1)  |
| Torneo $40.000 (2)  |
| Torneo $25.000 (1)  |
| Torneo $15.000 (1)  |

| N. | Data              | Torneo                                        | Superficie  | Avversaria in finale  | Punteggio     |
| 1. | 27 novembre 2022  | Egypt Women's Future, Sharm el-Sheikh         | Cemento     | Mananchaya Sawangkaew | 6-1, 7-5      |
| 2. | 23 settembre 2023 | Internacional Femenino Ciudad de Cueta, Ceuta | Cemento     | Katarina Kozarov      | 6–1, 6–4      |
| 3. | 3 dicembre 2023   | Keio Challenger, Yokohama                     | Cemento     | Ayano Shimizu         | 6-3, 7-5      |
| 4. | 11 febbraio 2024  | Engie Open de l'Isère, Grenoble               | Cemento (i) | Manon Léonard         | 6-1, 4-6, 6-4 |
| 5. | 1º dicembre 2024  | Keio Challenger, Yokohama                     | Cemento     | Hina Inoue            | 3-6, 6-1, 6-4 |

#### Sconfitte (6)
| Torneo $100.000 (0) |
| Torneo $80.000 (0)  |
| Torneo $60.000 (0)  |
| Torneo $40.000 (1)  |
| Torneo $25.000 (3)  |
| Torneo $15.000 (2)  |

| N. | Data              | Torneo                                           | Superficie | Avversaria in finale | Punteggio     |
| 1. | 12 settembre 2021 | Magic Hotel Tours, Monastir                      | Cemento    | Ma Yexin             | 4-6, 4-6      |
| 2. | 2 ottobre 2022    | Sharm ElSheikh Women's Future, Sharm el-Sheikh   | Cemento    | Dar'ja Šauha         | 2-6, 6(3)-7   |
| 3. | 16 luglio 2023    | Seixal Ladies Open, Corroios                     | Cemento    | Gao Xinyu            | 2-6, 3-6      |
| 4. | 6 agosto 2023     | President's Cup, Astana                          | Cemento    | Polina Iatcenko      | 3-6, 3-6      |
| 5. | 3 settembre 2023  | Nakhon Si Thammarat Women's, Nakhon Si Thammarat | Cemento    | Anastasija Zacharova | 2-6, 4-6      |
| 6. | 20 ottobre 2024   | Kayseri Women's, Kayseri                         | Cemento    | Zarina Dijas         | 6-0, 4-6, 3-6 |

### Doppio

#### Vittorie (4)
| Torneo $100.000 (0) |
| Torneo $80.000 (0)  |
| Torneo $60.000 (0)  |
| Torneo $40.000 (1)  |
| Torneo $25.000 (0)  |
| Torneo $15.000 (3)  |

| N. | Data              | Torneo                                         | Superficie  | Compagna              | Avversarie in finale                | Punteggio |
| 1. | 4 dicembre 2021   | Egypt ITF World Tennis Tour, Il Cairo          | Terra rossa | Anastasija Zolotarëva | Ekaterina Dmitričenko Sandra Samir  | 6-4, 6-2  |
| 2. | 17 settembre 2022 | Sharm ElSheikh Women's Future, Sharm el-Sheikh | Cemento     | Nino Natsvlišvili     | Chen Pei-hsuan Lin Fang-an          | 6-3, 6-4  |
| 3. | 8 aprile 2023     | Sharm ElSheikh Women's Future, Sharm el-Sheikh | Cemento     | Polina Iatcenko       | Evgenija Burdina Ekaterina Šalimova | 6-4, 7-5  |
| 4. | 7 giugno 2025     | Montemor Ladies Open, Montemor-o-Novo          | Cemento     | Polina Iatcenko       | Iveta Dapkutė Weronika Ewald        | 6-3, 7-5  |

#### Sconfitte (4)
| Torneo $100.000 (0) |
| Torneo $80.000 (0)  |
| Torneo $60.000 (0)  |
| Torneo $40.000 (0)  |
| Torneo $25.000 (2)  |
| Torneo $15.000 (2)  |

| N. | Data              | Torneo                                         | Superficie | Compagna        | Avversarie in finale             | Punteggio        |
| 1. | 24 settembre 2022 | Sharm ElSheikh Women's Future, Sharm el-Sheikh | Cemento    | Yasmin Ezzat    | Aglaja Fedorova Elena Pridankina | 5-7, 1-6         |
| 2. | 26 novembre 2022  | Egypt Women's Future, Sharm el-Sheikh          | Cemento    | Aglaja Fedorova | Cho I-hsuan Cho Yi-tsen          | 3–6, 6–3, [5–10] |
| 3. | 4 novembre 2023   | Magic Tour by FTT, Monastir                    | Cemento    | Polina Iatcenko | Gao Xinyu Jibek Kulambaeva       | 0–6, 6–2, [7–10] |
| 4. | 19 aprile 2025    | Sharm ElSheikh Women's Future, Sharm el-Sheikh | Cemento    | Polina Iatcenko | Katarína Kužmová Marija Tkačëva  | 4-6, 3-6         |